# Self Portrait (稲垣潤一のアルバム)
『Self Portrait』（セルフ・ポートレイト）は1990年4月4日発売された稲垣潤一10枚目のスタジオ・アルバム。

## 解説
3枚のシングル「1969の片想い」「SHINE ON ME」「心からオネスティー」を収録。

## ボーナス・トラック
2002年再発盤のみ未発表ボーナス・トラックとして、「今夜は忘れたい」（「1969の片想い」・歌詞違い）」を追加収録。

## 収録曲
1. SHINE ON ME
作詞・作曲：桑村達人　編曲：桑村達人・坂本洋
2. 1969の片想い
作詞：秋元康　作曲：桑村達人　編曲：西本明
3. 夏が消えてゆく
作詞：秋元康　作曲：MAYUMI　編曲：西本明
4. いちばん近い他人
作詞：秋元康　作曲：MAYUMI　編曲：西本明
5. 心からオネスティー
作詞：大津あきら　作曲：松本俊明　編曲：萩田光雄
6. この空
作詞：松本啓子　作曲：松尾清憲　編曲：西本明
7. 恋するカレン
作詞：松本隆　作曲：大瀧詠一　編曲：西本明
8. YES,SHE CAN
作詞：秋元康　作曲：TSUKASA　編曲：坂本洋
9. The Love is Too Late
作詞：秋元康　作曲：岸正之　編曲：萩田光雄
10. 今夜は忘れたい
作詞：秋元康　作曲：桑村達人　編曲：西本明
※2002年再発盤のみ収録

## 参加ミュージシャン
Hagita section（#5・#9）
- Keyboards：大谷和夫
- Bass：富倉安生
- Drums：佐々木哲也
- Guitar：松下誠
- Strings：加藤JOEグループ
- Syn,op：森達彦

Sakamoto Section（#1・#8）
- Keyboards：坂本洋
- Bass：斎藤巌
- Drums：稲垣潤一、鎌田清
- Guitar：岩井真一
- Syn,op：斎藤修
- Sax：ジェイク・H・コンセプション
- Chorus：Eve、坂本洋、稲垣潤一

Nishimoto Section（上記以外）
- Keyboards：西本明
- Bass：美久月千晴
- Drums：山木秀夫
- Guitar：長田進
- Strings：金子飛鳥グループ
- Chorus：広谷順子、木戸やすひろ、比山貴咏史
- Syn,op：迫田到